# 유럽 유도 선수권 대회
유럽 유도 선수권(European Judo Championships)은 유럽 유도 연맹이 주최하는 유도 대회이다. 1951년 프랑스 파리에서 처음 개최되었으며, 매년 개최되어 1975년 대회에서는 여자 대회도 시작되었다. 2011년부터는 각 계급 각국 2명이 출전할 수 있게 되었다.